# Testamentet - Tage Skou-Hansen
Testamentet - Tage Skou-Hansen er en dansk dokumentarfilm fra 2005 instrueret af Peter Øvig Knudsen efter eget manuskript.

## Handling
Forfatteren Tage Skou-Hansen var et naturligt valg, da Peter Øvig skulle finde en person, der ville kunne fortælle noget væsentligt ud fra sit eget liv: Han er ikke blot en af det 20. århundredes største, danske forfattere – han har også i særdeleshed taget del i sin tid og skrevet skarpt om den, fra han som ung valgte at blive frihedskæmper under Besættelsen og siden skrev romanen De nøgne træer om netop de oplevelser.
I oktober 2002 tilbragte Peter Øvig og et filmhold tre dage på førstesalen af Tage Skou-Hansens villa i Egå nord for Århus, hvor forfatteren fortalte om nogle af de største oplevelser og traumer i sit liv: Om dengang hans far, bankdirektøren, blev fængslet for bedrageri, og historien blev holdt hemmelig for sønnen. Om dengang han mistede sin egen søn under tragiske omstændigheder. Og om netop selv at have været indlagt med en alvorlig depression.
Selvfølgelig fortæller Tage Skou-Hansen også om sin tid som frihedskæmper, og han bryder tabuer, når han fortæller om den unge mands glæde ved at ”smadre” noget. Han er også bedre end nogen anden til at forklare om motiverne for at gå i livsfarlig frihedskamp: Grundene er ikke rationelle, selv om der findes masser af gode, rationelle grunde, men det afgørende valg træffes fra ”et hårdt sted” i kroppen på én selv, ifølge Skou-Hansen.
Lars von Trier har sat de filmiske rammer: Optagelserne skete hjemme hos hovedpersonen og inddrog kun elementer – for eksempel fotografier og musik – som i forvejen var til stede, og som personen selv valgte under klipningen måtte kun bruges optagelser fra selve samtalerne, og alle klip i tid blev markeret med sort skærm.
Det er ikke en film med hurtige klip og meget action, men historien om hvordan et meget livsklogt og velformuleret menneske kan bidrage til også at gøre os klogere, fordi han kompromisløst søger at fortælle de mest sandfærdige udgaver af sit livs centrale oplevelser og erkendelser.